# Manifesto de Praga
O Manifesto de Praga é um documento que visa a sintetizar as posições comuns dos esperantistas, apresentado para discussão em 1996 no 81° congresso mundial de Esperanto, em Praga. O seu principal autor foi Mark Fettes. 
Segundo o próprio manifesto, trata-se de uma declaração de "membros do movimento global pelo progresso do esperanto" e direciona-se a "todos os governos, organizações internacionais e pessoas de boa vontade". 
O manifesto tem a intenção de apresentar os princípios do movimento esperantista, atentando para as vantagens do esperanto a partir do sete pontos de vista a seguir:
- Democracia
- Educação transnacional
- Eficácia pedagógica
- Multilinguismo
- Direitos linguísticos
- Diversidade linguística
- Emancipação do ser humano

pode-se tratá-lo como uma atualização da Declaração de Boulogne-sur-Mer, assinada no primeiro congresso mundial de esperanto:

## Manifesto de Praga
Nós, membros do movimento internacional para a promoção do esperanto, dirigimos este manifesto a todos os governos, a todas as organizações internacionais e a todos os homens de boa vontade, afirmando a nossa intenção em continuar a trabalhar, de forma empenhada, para a prossecução dos objectivos explanados neste documento, e convidamos todo e qualquer indivíduo ou organização a unir-se aos nossos esforços.
Apresentado, em 1887, como projecto de língua internacional, o esperanto desenvolveu-se rapidamente, tornando-se um idioma pujante e expressivo, que funciona há mais de cem anos, unindo as pessoas e ajudando-as a transpor barreiras linguísticas e culturais. Com o passar do tempo, os objectivos dos esperantistas não perderam importância nem actualidade. É provável que nem a globalização desta ou daquela língua nacional, nem as novas tecnologias de comunicação, nem a adopção de novos métodos de ensino de línguas sejam de molde a garantir os principíos que passamos a expor, essenciais, a nosso ver, para a manutenção de uma ordem linguística justa e eficaz.

### Democracia
Um sistema de comunicação que privilegia, de forma permanente, algumas pessoas mas exige de outras, durante anos a fio, esforços aturados para alcançarem uma capacidade de comunicação inferior, é, na sua essência, antidemocrático. O esperanto, sem ser perfeito, supera qualquer concorrente no âmbito da comunicação global em igualdade de circunstâncias e oportunidades.
Entendemos que a desigualdade linguística acarreta desigualdades de comunicação a todos os níveis, inclusivamente a nível internacional. Somos um movimento em prol da comunicação democrática.

### Educação transnacional
Não há nenhuma língua étnica que não esteja ligada a determinada cultura e a determinada nação ou conjunto de nações. Por exemplo, quem estuda inglês, trava conhecimento com a cultura, geografia e política dos países anglófonos, principalmente dos Estados Unidos e da Grã-Bretanha. Quem estuda esperanto, trava conhecimento com um mundo sem fronteiras, no qual nenhum país é estrangeiro.
Entendemos que a educação transmitida por meio de uma língua étnica está necessariamente ligada a determinada perspectiva sobre o mundo. Somos um movimento em prol da educação transnacional.

### Eficácia pedagógica
Só uma pequena percentagem dos que estudam uma língua estrangeira são capazes de dominá-la. Em relação ao esperanto, verifica-se que até os autodidactas conseguem adquirir um bom domínio do idioma. Há vários estudos que sublinham os efeitos propedêuticos do esperanto na aprendizagem de línguas estrangeiras. O esperanto também é recomendado como disciplina nuclear nos cursos de sensibilização linguística.
Entendemos que as dificuldades das línguas étnicas constituem um obstáculo permanente para muitos estudantes, embora estes pudessem usufruir bastante do conhecimento de uma segunda língua. Somos um movimento em prol de um ensino de línguas eficaz.

### Multilinguismo
Os esperantistas constituem uma comunidade linguística de âmbito mundial, uma das poucas cujos membros, sem excepção, falam, no mínimo, duas línguas. Todos os membros desta comunidade aprendem, de bom grado, pelo menos uma língua estrangeira, e fazem-no de forma a conseguir utilizá-la a nível coloquial. Como consequência, muitos deles ganham afecto a várias línguas, chegam a aprendê-las, e alargam sobremaneira o seu universo pessoal.
Entendemos que se deve proporcionar a toda a gente, independentemente da importância da sua língua materna, uma oportunidade real para dominar uma segunda língua, de forma a conseguir comunicar ao mais alto nível. Somos um movimento que visa a proporcionar esta oportunidade.

### Direitos linguísticos
Entre as várias línguas verificam-se desigualdades na repartição de poderes, as quais constituem fonte de constante insegurança linguística, ou mesmo opressão linguística, para grande parte da população mundial. No seio da comunidade esperantista, todos se encontram em plano de igualdade, independentemente da importância ou do estatuto oficial das respectivas línguas maternas, graças ao desejo recíproco de estabelecer compromissos. Este equilíbrio entre direitos e responsabilidades linguísticas constitui um precedente na procura e discussão de soluções para as desigualdades e conflitos linguísticos.
Entendemos que as desigualdades na repartição de poderes entre as várias línguas destroem lentamente as garantias, exaradas em tantos documentos internacionais, de igualdade de oportunidades para todos, independentemente das respectivas línguas maternas. Somos um movimento em prol dos direitos linguísticos.

### Diversidade linguística
De modo geral, os governos consideram que a diversidade linguística constitui um obstáculo à comunicação e ao desenvolvimento. Os esperantistas, pelo contrário, crêem que essa diversidade é uma fonte de riqueza constante e inesgotável. Por conseguinte, qualquer língua, tal como qualquer espécie de ser vivo, dado o seu valor intrínseco, deve ser protegida e apoiada.
Entendemos que a política de comunicação e desenvolvimento, se não estiver alicerçada no respeito e no apoio a todas a línguas, constitui uma sentença de morte para a maior parte das línguas do planeta. Somos um movimento em prol da diversidade linguística.

### Emancipação do ser humano
Qualquer língua, na medida em que dá aos seus falantes a possibilidade de comunicarem entre si, impedindo-os de comunicarem com os outros, é simultaneamente uma libertação e uma prisão. O esperanto, concebido como meio de comunicação universal, é um dos grandes projectos de emancipação do ser humano que passaram à prática. Trata-se de um projecto que permite a qualquer pessoa participar como indivíduo na comunidade humana, mantendo-se arraigado à sua identidade cultural e linguística, sem, no entanto, ser coarctado por essa mesma identidade.
Entendemos que as línguas nacionais, quando utilizadas em regime de exclusividade, acabam por levantar obstáculos à liberdade de expressão e de comunicação, bem como à liberdade associativa. Somos um movimento em prol da emancipação do ser humano.